# Renzo Furlan
Pour les articles homonymes, voir Furlan.
Renzo Furlan, né le 17 mai 1970 à Conegliano, est un ancien joueur italien de tennis professionnel.

## Biographie
Renzo Furlan est né le 17 mai 1970 à Conegliano. Il est devenu professionnel en 1988 et a pris sa retraite en 2004. Au cours de sa carrière, il a atteint le 19e rang mondial en avril 1996, a remporté deux titres ATP en simple et a atteint les quarts de finale de Roland-Garros en 1995.
En 2016, Furlan est nommé président de la Fédération serbe de tennis. 
Renzo Furlan est le sixième Italien à figurer parmi les 20 meilleurs joueurs mondiaux depuis l'introduction du classement informatisé.

### Entraineur
Renzo Furlan a entraîné Francesca Schiavone, vainqueur de Roland-Garros 2010, et Simone Bolelli.
Jasmine Paolini et Furlan ont commencé à collaborer en 2015 alors qu'elle était classée au-delà de la 400e. Le 31 mars 2025, Jasmine Paolini , classée 6e annonce mettre fin à la collaboration.

## Palmarès

### Titres en simple messieurs
| No | Date       | Nom et lieu du tournoi           | Catégorie    | Dotation  | Surface      | Finaliste     | Score         |  |
| -- | ---------- | -------------------------------- | ------------ | --------- | ------------ | ------------- | ------------- |  |
| 1  | 31-01-1994 | San Jose Open, San José          | World Series | 288 750 $ | Dur (int.)   | Michael Chang | 3-6, 6-3, 7-5 |  |
| 2  | 14-03-1994 | Grand-Prix Hassan II, Casablanca | World Series | 188 750 $ | Terre (ext.) | Karim Alami   | 6-2, 6-2      |  |

### Finales en simple messieurs
| No | Date       | Nom et lieu du tournoi                           | Catégorie    | Dotation  | Surface         | Vainqueur        | Score         |  |
| -- | ---------- | ------------------------------------------------ | ------------ | --------- | --------------- | ---------------- | ------------- |  |
| 1  | 18-05-1992 | Tournoi de tennis de Bologne, Bologne            | World Series | 240 000 $ | Terre (ext.)    | Jaime Oncins     | 6-2, 6-4      |  |
| 2  | 08-06-1992 | Torneo Internazionale Citta di Firenze, Florence | World Series | 235 000 $ | Terre (ext.)    | Thomas Muster    | 6-3, 1-6, 6-1 |  |
| 3  | 09-08-1993 | Tournoi de tennis de Saint-Marin, Saint-Marin    | World Series | 275 000 $ | Terre (ext.)    | Thomas Muster    | 7-5, 7-5      |  |
| 4  | 16-10-1995 | Nokia Open, Pékin                                | World Series | 303 000 $ | Moquette (int.) | Michael Chang    | 7-5, 6-3      |  |
| 5  | 17-03-1997 | St. Petersburg Open, Saint-Pétersbourg           | World Series | 300 000 $ | Moquette (int.) | Thomas Johansson | 6-3, 6-4      |  |

### Finale en double messieurs
| No | Date       | Nom et lieu du tournoi                       | Catégorie    | Dotation  | Surface      | Vainqueurs                  | Partenaire   | Score    |  |
| -- | ---------- | -------------------------------------------- | ------------ | --------- | ------------ | --------------------------- | ------------ | -------- |  |
| 1  | 08-08-1994 | Tournoi de tennis de Saint-Marin Saint-Marin | World Series | 275 000 $ | Terre (ext.) | Neil Broad Greg Van Emburgh | Jordi Arrese | 6-4, 7-6 |  |

## Résultats en Grand Chelem

### En simple
| Année | Open d'Australie | Open d'Australie       | Roland-Garros   | Roland-Garros    | Wimbledon | Wimbledon        | US Open  | US Open          |
| ----- | ---------------- | ---------------------- | --------------- | ---------------- | --------- | ---------------- | -------- | ---------------- |
| 1989  | -                | -                      | 1er tour        | Mark Woodforde   | -         | -                | -        | -                |
| 1990  | -                | -                      | -               | -                | -         | -                | -        | -                |
| 1991  | 1er tour         | Jean-Philippe Fleurian | 1er tour        | Sláva Doseděl    | 1er tour  | Derrick Rostagno | -        | -                |
| 1992  | 1er tour         | Carl-Uwe Steeb         | 1er tour        | Michiel Schapers | -         | -                | 1er tour | Magnus Larsson   |
| 1993  | -                | -                      | 2e tour         | Andreï Medvedev  | -         | -                | 2e tour  | Karsten Braasch  |
| 1994  | 1er tour         | Aaron Krickstein       | 1er tour        | Michael Stich    | 1er tour  | Nicolás Pereira  | 1er tour | Gianluca Pozzi   |
| 1995  | 3e tour          | David Wheaton          | Quart de Finale | Sergi Bruguera   | 1er tour  | Miles MacLagan   | 3e tour  | Marc Rosset      |
| 1996  | 4e tour          | Thomas Enqvist         | 3e tour         | Wayne Ferreira   | 3e tour   | Todd Martin      | 1er tour | Thomas Johansson |
| 1997  | 3e tour          | Wayne Ferreira         | 1er tour        | Sandon Stolle    | 2e tour   | John van Lottum  | 1er tour | Adrian Voinea    |
| 1998  | 1er tour         | Julián Alonso          | -               | -                | -         | -                | -        | -                |
| 1999  | -                | -                      | -               | -                | -         | -                | -        | -                |
| 2000  | -                | -                      | -               | -                | -         | -                | -        | -                |
| 2001  | -                | -                      | -               | -                | -         | -                | -        | -                |
| 2002  | -                | -                      | -               | -                | -         | -                | -        | -                |
| 2003  | 2e tour          | Peter Luczak           | -               | -                | -         | -                | -        | -                |

### En double
| Année | Open d'Australie         | Open d'Australie               | Roland-Garros | Roland-Garros | Wimbledon | Wimbledon | US Open | US Open |
| 1995  | 1er tour Cristian Brandi | John Fitzgerald Patrick Rafter | -             | -             | -         | -         | -       | -       |